# Oléac-Debat
Oléac-Debat település Franciaországban, Hautes-Pyrénées megyében. Lakosainak száma 183 fő (2022. január 1.). Oléac-Debat Sabalos, Boulin, Lizos, Orleix és Pouyastruc községekkel határos.

## Népesség
A település népességének változása:
| Lakosok száma | 155  | 166  | 169  | 170  | 170  | 170  | 171  | 177  | 183  |
|               | 2013 | 2015 | 2016 | 2017 | 2018 | 2019 | 2020 | 2021 | 2022 |